# Šentanel
Šentanel is een plaats in Slovenië en maakt deel uit van de gemeente Prevalje in de NUTS-3-regio Koroška. De plaats telde 206 inwoners op 1 januari 2020.